# Suobbatåive-Jutsavare
Suobbatåive-Jutsavare este o arie protejată (arie specială de conservare — SAC, sit de importanță comunitară — SCI) din Suedia întinsă pe o suprafață de 1.977,9 ha, integral pe uscat.

## Localizare
Centrul sitului Suobbatåive-Jutsavare este situat la coordonatele 66°29′20″N 19°56′07″E / 66.4889°N 19.9352°E.

## Înființare
Situl Suobbatåive-Jutsavare a fost declarat sit de importanță comunitară în decembrie 1995 pentru a proteja 2 specii de plante. Situl a fost protejat și ca arie specială de conservare în martie 2011.

## Biodiversitate
Situată în ecoregiunea boreală, aria protejată conține 9 habitate naturale: Păduri caducifoliate de mlaștină fino-scandinave, Păduri aluvionare cu Alnus glutinosa și Fraxinus excelsior (Alno-Padion, Alnion incanae, Salicion albae), Păduri fino-scandinave bogate în ierburi cu Picea abies, Turbării Aapa, Lacuri și iazuri distrofice naturale, Taiga vestică, Cursuri de apă de la nivel de câmpie la nivel montan, cu vegetație Ranunculion fluitantis și Callitricho-Batrachion, Mlaștini turboase de tranziție și turbării mișcătoare, Mlaștini împădurite.
La baza desemnării sitului se află mai multe specii protejate de  plante (2): Cynodontium suecicum, Ranunculus lapponicus.